# Elmer William Smith
Elmer William Smith ( * 1920 - 1981 ) fue un botánico e ilustrador botánico estadounidense.

## Algunas publicaciones

### Libros
- Shuttleworth, FS; HS Zim, GW Dillon, EW Smith. 1970a. Orchids. Ed. Golden Press. 160 pp.
- Floyd, S; HS Zim, GW Shuttleworth, EW Smith. 1970b. Orchids, a Golden Nature Guide. Ed. Golden Press
- Smith, EW, RE Schultes. 1976. A Golden Guide Hallucinogenic Plants. ISBN 0-307-24362-1
- Schultes, RE, EW Smith. 1977. Hallucinogenic Plants. Ed. Western Publishing Company, Inc. ISBN 0-307-64362-X
- Smith, EW, RE Schultes. 1982. Plantas Halucinógenas (traducido por Santiago Castro Estrada). Ed. Científicas La Prensa Médica Mexicana. 161 pp.
- La abreviatura «E.W.Sm.» se emplea para indicar a Elmer William Smith como autoridad en la descripción y clasificación científica de los vegetales.[1]